# Adjima Thiombiano
Adjima Thiombiano est un universitaire et homme politique burkinabè né le 27 octobre 1966 à Fada N'Gourma. Il est ministre de l'Enseignement supérieur, de la Recherche et de l'Innovation depuis octobre 2022.
Botaniste, professeur en biologie et écologie végétales, il a notamment été président de l'université Thomas-Sankara de 2018 à 2022.

## Biographie
Né le 27 octobre 1966 à Fada N'Gourma (région de l'Est), Adjima Thiombiano étudie à l'université de Ouagadougou où il obtient un doctorat en sciences biologiques appliquées (1996), puis un second doctorat en sciences naturelles (2005).
Membres de plusieurs institutions au cours de sa carrière, il est l'un des fondateurs en 1997 de l'Association des botanistes de l'Afrique de l'Ouest (ABAO), puis rejoint en 2013 l'Académie nationale des sciences, des arts et des lettres du Burkina Faso (ANSAL-BF). 
À partir de 2011, il devient professeur titulaire en biologie et écologie végétales, avant de devenir en 2012 professeur associé au sein de l'université de Maradi (Niger). Il est ensuite nommé directeur général de l’Institut des sciences (IDS) en 2014.
Le 20 mars 2018, il devient président de l'université Ouaga II, remplaçant à ce poste Stanislas Ouaro, devenu ministre de l'Enseignement supérieur,. C'est sous sa présidence que l'université change de nom en 2020 pour devenir l'université Thomas-Sankara (UTS) et qu'elle déménage sur un nouveau site à l'est de Ouagadougou,. Il est remplacé à ce poste le 13 mai 2022 par Pam Zahonogo.
Le 25 octobre 2022, à la suite d'un coup d'État et l'arrivée au pouvoir du capitaine Ibrahim Traoré, Adjima Thiombiano est nommé ministre de l’Enseignement supérieur, de la Recherche et de l’Innovation dans le gouvernement Tambèla. Il prend officiellement ses fonctions le 28 octobre. Il conserve son poste au sein du gouvernement de Jean Emmanuel Ouédraogo.